# Valentin Imsand
Valentin Imsand (* 6. Januar 2005) ist ein Schweizer Leichtathlet, der sich auf den Stabhochsprung spezialisiert hat. Er ist in dieser Disziplin mit einer übersprungenen Höhe von 5,82 m Inhaber des Schweizer Rekords.

## Sportliche Laufbahn
Erste Erfahrungen bei internationalen Meisterschaften sammelte Valentin Imsand im Jahr 2021, als er bei den U20-Europameisterschaften in Tallinn mit übersprungenen 4,80 m in der Qualifikationsrunde ausschied. Im Jahr darauf gewann er bei den U18-Europameisterschaften in Jerusalem mit 5,10 m die Silbermedaille. 2023 wurde er bei der 1. Liga der Team-Europameisterschaft im Rahmen der Europaspiele in Chorzów mit 5,45 m Vierter im B-Final, und anschliessend gewann er bei den U20-Europameisterschaften in Jerusalem mit 5,40 m die Silbermedaille.
In den Jahren 2022 und 2024 wurde Imsand Schweizer Hallenmeister im Stabhochsprung.